# Боліваріанські ігри 1973
7-мі Боліваріанські ігри проходили з 17 лютого по 3 березня 1973 року в Панамі (Панама). У змаганнях взяли участь 1200 спортсменів з 6 країн. Еквадор став єдиною країною, яка не відправляла свою делегацію через «внутрішні проблеми». Ігри були офіційно відкриті панамським президентом Деметрієм басивом Лакасом. Факел ніс бігун на довгі дистанції Фаустіно Лопес, який виграв золоту медаль на 5000 метрів на Боліваріанських іграх 1951 року. Клятва була проголошена гімнасткою Ксенією Морено.

## Країни-учасниці
- Болівія
- Колумбія
- Панама
- Перу
- Венесуела

## Види спорту
- Водні види спорту:
  -  Стрибки у воду
  -  Плавання
  -  Водне поло
- Легка атлетика
- Бейсбол
- Баскетбол
- Боулінг
- Бокс
- Велоспорт
- Фехтування
- Футбол
- Спортивна гімнастика
- Дзюдо
- Софтбол
- Стрільба
- Волейбол
- Важка атлетика
- Боротьба

## Підсумки Ігор
| Місце  | Країна    | Золото | Срібло | Бронза | Всього |
| 1      | Венесуела | 60     | 63     | 57     | 180    |
| 2      | Колумбія  | 55     | 44     | 42     | 141    |
| 3      | Панама    | 37     | 30     | 45     | 112    |
| 4      | Перу      | 21     | 35     | 32     | 88     |
| 5      | Болівія   | 0      | 4      | 5      | 9      |
| Всього | Всього    | 173    | 176    | 181    | 530    |